# ジャック・ヘンドリー
ジャック・ウィリアム・ヘンドリー（Jack William Hendry 、1995年5月7日 - ）は、スコットランド・グラスゴー出身のプロサッカー選手。スコットランド代表。アル・イテファク所属。ポジションはDF。

## 経歴

### クラブ
セルティックFCなどいくつかのクラブでのプレーを経て、2014年8月に地元クラブであるパーティック・シッスルFCのアカデミーに入団。2015年5月のマザーウェルFC戦でトップチームデビューを果たした。
2015年9月1日、ウィガン・アスレティックFCに移籍。2016年3月、シーズン終了までフットボールリーグ1のシュルーズベリー・タウンFCに期限付き移籍。期限付き移籍から復帰後の8月31日、同じリーグ1のミルトン・キーンズ・ドンズFCに2017年1月までの契約で再び期限付き移籍。
2017年7月、ダンディーFCと2年契約を結んだ。
2018年1月31日、かつてユース時代を過ごしたセルティックFCに移籍、4年半契約を結んだ。2020年1月22日、オーストラリア・Aリーグのメルボルン・シティFCにシーズン終了までの契約で期限付き移籍。
2020年7月、ベルギーのKVオーステンデに買取オプション付きで期限付き移籍。2021年6月、オーステンデに完全移籍。
2021年8月31日、4年契約でクラブ・ブルッヘに完全移籍。
2022年9月1日、イタリア・セリエAのUSクレモネーゼへ買取オプション付きのレンタルで移籍。レンタル料は60万ユーロで、買取時には600万ユーロの移籍金が発生する。
2023年7月26日、アル・イテファクに移籍。

### 代表
2018年3月、スコットランド代表初招集。同月27日、ハンガリー代表とのフレンドリーマッチでスコットランド代表デビューを飾った。
2021年5月、UEFA EURO 2020参加メンバーに選出された。6月1日、EURO開幕直前に開催されたオランダ代表とのフレンドリーマッチで代表初ゴールを決めた。
UEFA EURO 2024に選出

## タイトル
セルティック
- スコティッシュ・プレミアシップ: 2017–18, 2018–19[16]
- スコティッシュカップ: 2017–18, 2018–19[16]
- スコティッシュリーグカップ: 2018–19[16]

クラブ・ブルッヘ
- ベルギー・ファースト・ディビジョンA: 2021-22
- ベルギー・スーパーカップ: 2022